# Bæjarhreppur
Bæjarhreppur is een gemeente in het noordwesten van IJsland in de regio Vestfirðir. Het heeft 100 inwoners (in 2006), waarvan er 27 wonen in het plaatsje Borðeyri. De languitgestrekte gemeente ligt aan de westoever van het Hrútafjörður.
Bolungarvíkurkaupstaður · Ísafjarðarbær · Reykhólahreppur · Tálknafjarðarhreppur · Vesturbyggð · Súðavíkurhreppur · Árneshreppur · Kaldrananeshreppur · Bæjarhreppur · Strandabyggð